# Couze d'Ardes
La Couze d'Ardes est une rivière française qui coule dans le département du Puy-de-Dôme et le parc naturel régional des Volcans d'Auvergne. Elle prend sa source dans les monts du Cézallier et se jette dans l'Allier. Elle fait partie du bassin versant de la Loire.

## Géographie
La Couze d'Ardes prend sa source dans le massif du Cézallier près du mont Chamaroux (1 476 mètres). Elle prend une direction nord jusqu'au village de Jassy, forme deux cascades puis s'oriente nord-est vers le village de Saint-Alyre-ès-Montagne. Elle quitte ensuite les plateaux volcaniques pour s'enfoncer dans la vallée de Rentières, passe à Ardes et retrouve la Limagne d'Issoire au niveau du village de Madriat. Elle continue vers le nord-est, passe près de Saint-Germain-Lembron avant de se jeter dans Allier au Breuil-sur-Couze. Son parcours total est d'environ 39,5 kilomètres.

## Affluents
| - Ruisseau de Bataille - Ruisseau de la Perche - Ruisseau de Chabaudes - Ruisseau du Bois - Ruisseau du Lac - Ruisseau de la Noue Haute - Ruisseau d'Espirette - Ruisseau d'Auzolle - Ruisseau de Flay | - Ruisseau du Cuzol - Rif du Sauvage - Ruisseau de Gannat - Ruisseau de Vivier - Ruisseau de Fige Scoudre - Ruisseau de Vieilleprade - Ruisseau la Volave - Ruisseau de Tremoulene |

## Communes traversées

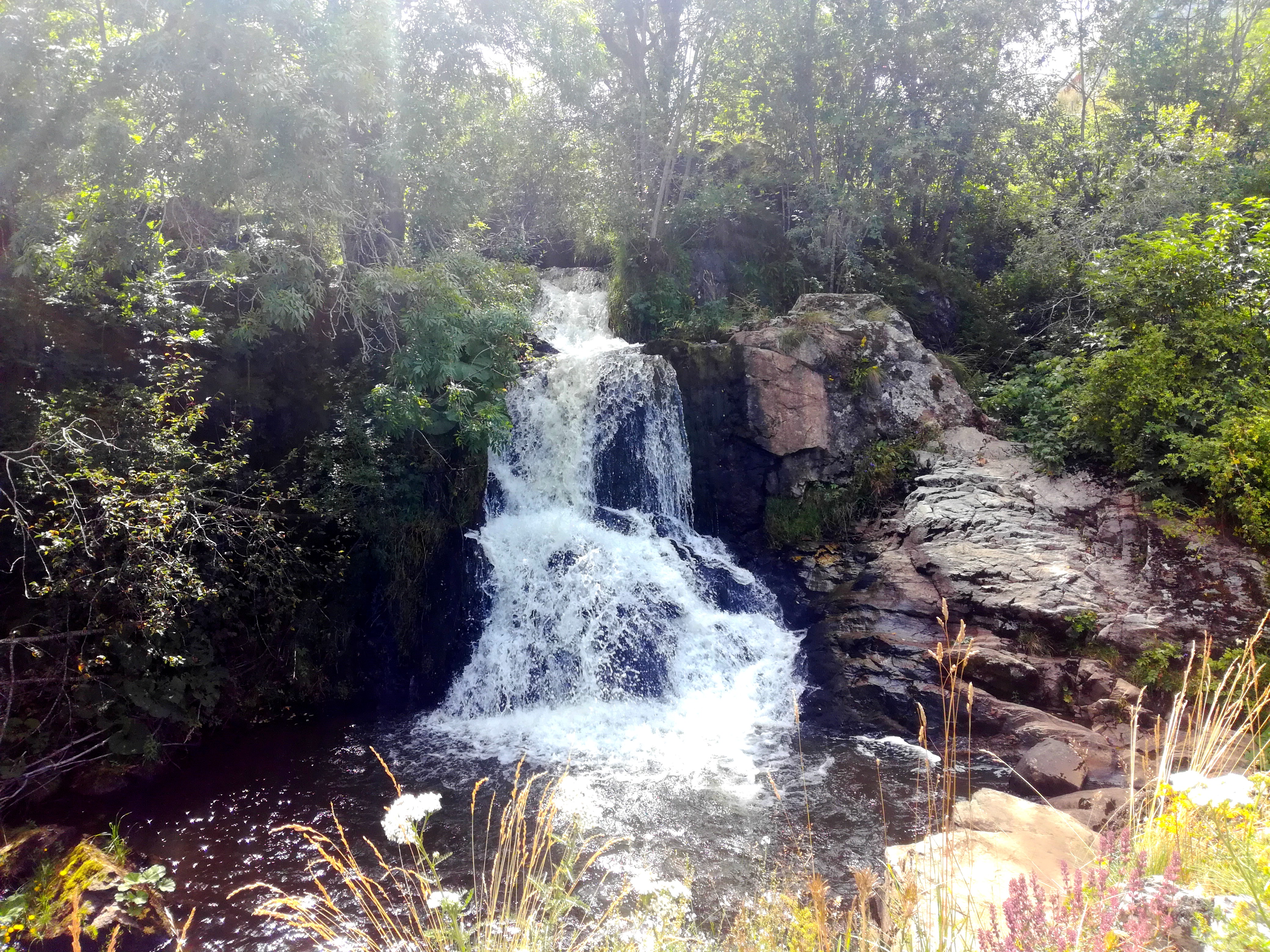
Cascade à Jassy

Le ruisseau traverse ou longe les communes suivantes, toutes situées dans le département du Puy-de-Dôme :
| - Anzat-le-Luguet - Saint-Alyre-ès-Montagne - Mazoires - Rentières - Ardes - Augnat - Madriat | - Collanges - Boudes - Chalus - Saint-Germain-Lembron - Nonette - Le Breuil-sur-Couze |